# Patinação artística na Universíada de Inverno de 1981
As competições de patinação artística na Universíada de Inverno de 1981 foram disputadas em Jaca, Espanha, entre 25 de fevereiro e 4 de março de 1981.

## Medalhistas
| Evento               | Ouro                                            | Prata                                                      | Bronze                                       | Ref.  |
| -------------------- | ----------------------------------------------- | ---------------------------------------------------------- | -------------------------------------------- | ----- |
| Individual masculino | Konstantin Kokora · União Soviética             | Shinji Someya · Japão                                      | Oleg Vasiliev · União Soviética              | [ 1 ] |
| Individual feminino  | Natalia Strelkova · União Soviética             | Svetlana Frantsuzova · União Soviética                     | Lori Benton · Estados Unidos                 | [ 1 ] |
| Dança no gelo        | Elena Garanina · Igor Zavozin · União Soviética | Natalia Karamysheva · Rostislav Sinitsyn · União Soviética | Jindra Hola · Karol Foltan · Tchecoslováquia | [ 1 ] |

## Quadro de medalhas
| Ordem | País            | Medalha de ouro | Medalha de prata | Medalha de bronze |   |
| ----- | --------------- | --------------- | ---------------- | ----------------- | - |
| 1     | União Soviética | 3               | 2                | 1                 | 6 |
| 2     | Japão           |                 | 1                |                   | 1 |
| 3     | Estados Unidos  |                 |                  | 1                 | 1 |
| 3     | Tchecoslováquia |                 |                  | 1                 | 1 |
| TOTAL | TOTAL           | 3               | 3                | 3                 | 9 |